# مقاطعة أرثور (نبراسكا)
مقاطعة أرثور (بالإنجليزية: Arthur County)‏ هي إحدى مقاطعات ولاية نبراسكا في الولايات المتحدة الأمريكية.